# 투수 코치
투수 코치란 야구에서 투수를 직접 관리하고 지도하는 야구 코치를 가르킨다.

## 설명
투수 코치는 투수를 직접 육성하고 가르치는 역할을 주로 하게 한다. 그래서 선발 투수, 구원 투수, 마무리 투수까지 모두 투수 코치가 직접 지도하고 육성하는 역할을 수행한다. 투수 코치는 투수로 야구 선수를 하다 은퇴한 사람이 맡게 되며 코치 연수를 통해 정식으로 코치 지도자의 자격을 획득한 사람이 투수 코치를 맡게 된다. 또한  투수 교체 등이 나왔을 때 투수 코치가 마운드에 직접 방문하게 되며 이외에 자신의 팀의 투수가 갑자기 흔들리거나 안정이 필요할 때 포수와 함께 투수를 다독여주는 역할을 하는 것이 투수 코치의 역할이 된다. 투수 코치는 각 야구단들마다 배치되어 있다.

## 같이 보기
- 야구 코치
- 야구